# Bendorf (Haut-Rhin)
Bendorf (elsässisch: Banderf) ist eine französische Gemeinde mit 251 Einwohnern (Stand 1. Januar 2022) im Département Haut-Rhin in der Region Grand Est. Sie gehört zum Kanton Altkirch im Arrondissement Altkirch und zum Gemeindeverband Sundgau.
Der höchste Punkt befindet sich auf 677 m über dem Meer im nördlichen Teil des Gemeindegebietes. Der Dorfkern liegt ungefähr auf 550 m Meereshöhe. Der wichtigste Erwerbszweig ist die Landwirtschaft. Hauptstraßen verbinden Bendorf mit Durlinsdorf und Ferrette. Weitere Nachbargemeinden sind Mœrnach, Kœstlach, Vieux-Ferrette, Ligsdorf und Winkel.

## Geographie
Bendorf im liegt Sundgauer Jura in einer sanften Talmulde am Ursprung des Grumbachs (auch kleine Larg genannt), der bei Seppois-le-Bas in die Larg mündet. Zu Bendorf gehört die isoliert gelegene Hofgruppe Le Vieux Moulin (Alte Mühle) und der Wohnplatz Schützenwald-Ferme. Den Untergrund der Gemarkung bilden Kalke und Mergel sowohl des Mitteljura (Dogger), so zwischen dem Ort und dem Freitagberg, als auch des Oberjura (Malm), so vom Kohlberg bis zum Zeichfeld und Schützenwald.

## Geschichte
Bendorf war ursprünglich eine Filiale der Pfarrei St. Mauritius in Ligsdorf. In einem Dokument des vatikanischen Archivs von 1302 wurde eine Ecclesia Bennendorf im Dekanat Elsgau erwähnt, gemeint war damit aber die St.-Mauritius-Kirche in Ligsdorf. Dies wurde durch ein Dokument vom 5. Dezember 1346 bestätigt, das von Beamten des Basler Bischofs ausgestellt wurde und eine Kapelle betraf, die die Gemeinde Bendorf ohne Erlaubnis des Bischofs von Basel zu errichten begann. Die Gemeindemitglieder beriefen sich hierbei auf die große Entfernung zu ihrer Pfarrkirche in Ligsdorf und die Schwierigkeiten, dorthin zu gelangen, insbesondere bei Regenwetter und im Winter. Der Edle Ulrich Loevenburg, Rektor der genannten Pfarrkirche, hatte der Fertigstellung und Weihung der Kapelle in Bendorf zugestimmt. Ein erster Friedhof in Bendorf stammte aus dem Jahr 1146. Als dieser zu klein wurde, errichteten die Bewohner auf einem Plateau westlich oberhalb des Dorfes einen neuen Friedhof, der der aufgehenden Sonne zugewandt war. Hier wurde eine neue kleine Kapelle erbaut. Nach der Zerstörung der Kapelle St. Mauritius in Ligsdorf im Jahr 1444, die zu klein und baufällig war, wurde Ende des 15. oder Anfang des 16. Jahrhunderts an gleicher Stelle die neue Kreuzerhöhungskirche errichtet. Auch diese wurde bald baufällig und 1783 durch die heutige Kreuzerhöhungskirche im Zentrum des Dorfes Bendorf ersetzt. Diese Kirche steht zusätzlich unter dem Patrozinium des Heiligen Sebastian, der gegen die Pest angerufen wurde. Der Legende vom „Pestkreuz“ trägt das Kreuz gegenüber dem Eingang der Friedhofskapelle Rechnung. In Erinnerung an die alte Kapelle und die ehemalige Kirche baute die Gemeinde 1801 die heutige Friedhofskapelle des Heiligen Namens Jesu in Bendorf mit dem Abbruchmaterial. Der Ostgiebel der Kapelle mit einer kleinen gotischen Öffnung stammt von einer Nische der alten Kirche.
Bis 1324 gehörte der Ort zur Grafschaft Pfirt und kam dann durch die Heirat der Johanna von Pfirt mit Herzog Albrecht II. von Österreich an Habsburg. Im Westfälischen Frieden 1648 ging der Ort mit dem ganzen elsässischen Besitz der Habsburger an die französische Krone. Von 1871 bis 1918 gehörte der Ort zum deutschen Reichsland Elsaß-Lothringen.
Ab 1362 besaßen die Herren von Pfirt-Liebenstein den Ort als Pfirter Lehen.
Im 19. Jahrhundert war Bendorf als Holzschuhmacher- und Drechslerdorf bekannt. (Ehemaliges Holzschuhmacherhaus an der RD, 7b).

### Bevölkerungsentwicklung
| Jahr                       | 1910 | 1962 | 1968 | 1975 | 1982 | 1990 | 1999 | 2007 | 2020 |
| Einwohner                  | 196  | 147  | 149  | 142  | 176  | 202  | 202  | 228  | 245  |
| Quellen: Cassini und INSEE |      |      |      |      |      |      |      |      |      |

## Wappen
Wappenbeschreibung: In Silber ein rotes Tatzenkreuz mit je einem zum Schildhaupt zeigenden schwarzen Pfeil hinter den waagerechten Kreuzarmen.

## Sehenswürdigkeiten
- Ferme du Schutzenwald, ein auf 1554 datierter Bauernhof
- Kreuzerhöhungs-Kirche (L’église Exaltation de la Sainte-Croix), 1783 erbaut
- Friedhofskapelle des Heiligen Namens Jesu, 1801 erbaut
- Pestkreuz aus dem Jahr 1624
- Die Grotte des Docteur Herring

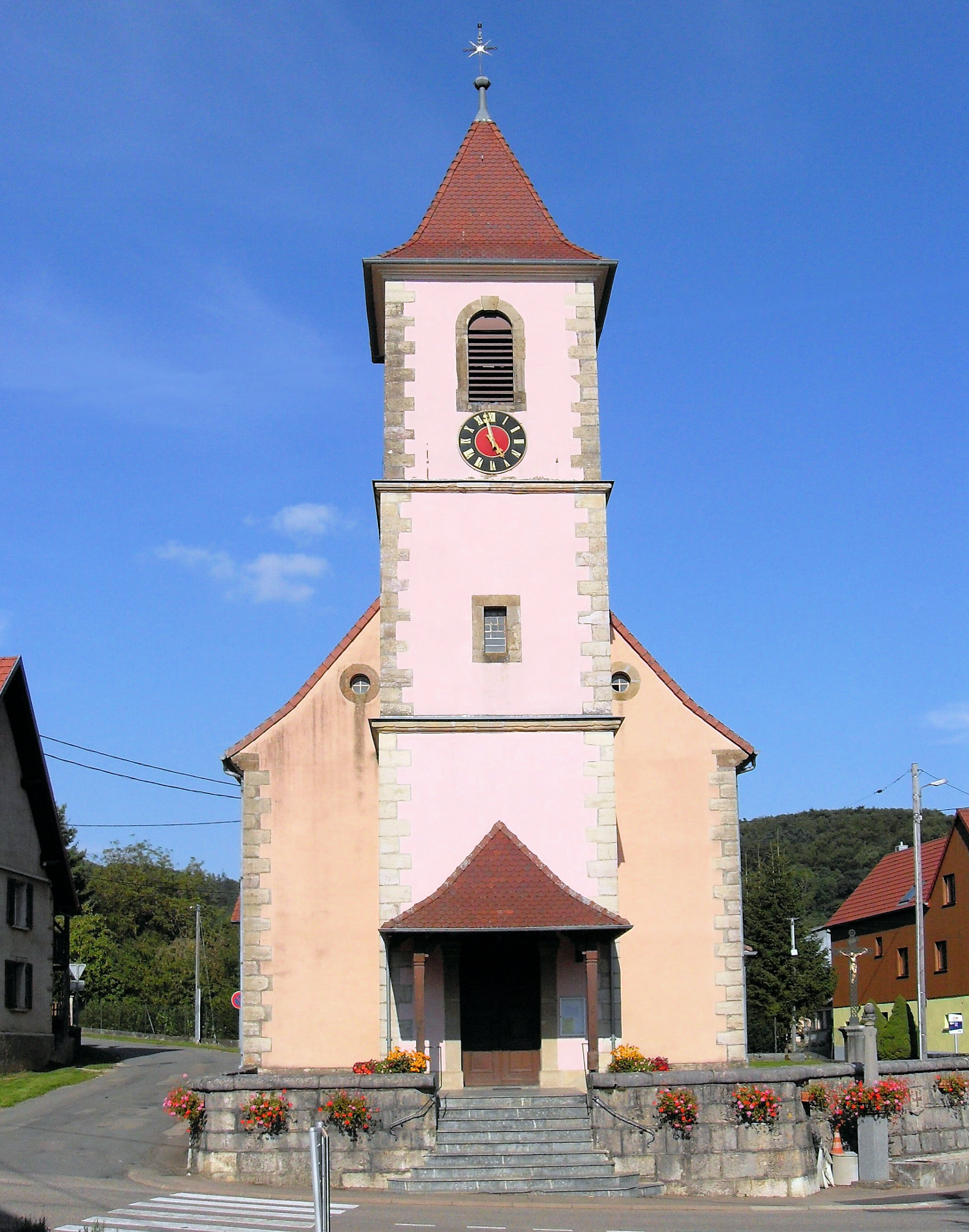
Kreuzerhöhungs-Kirche, Westseite
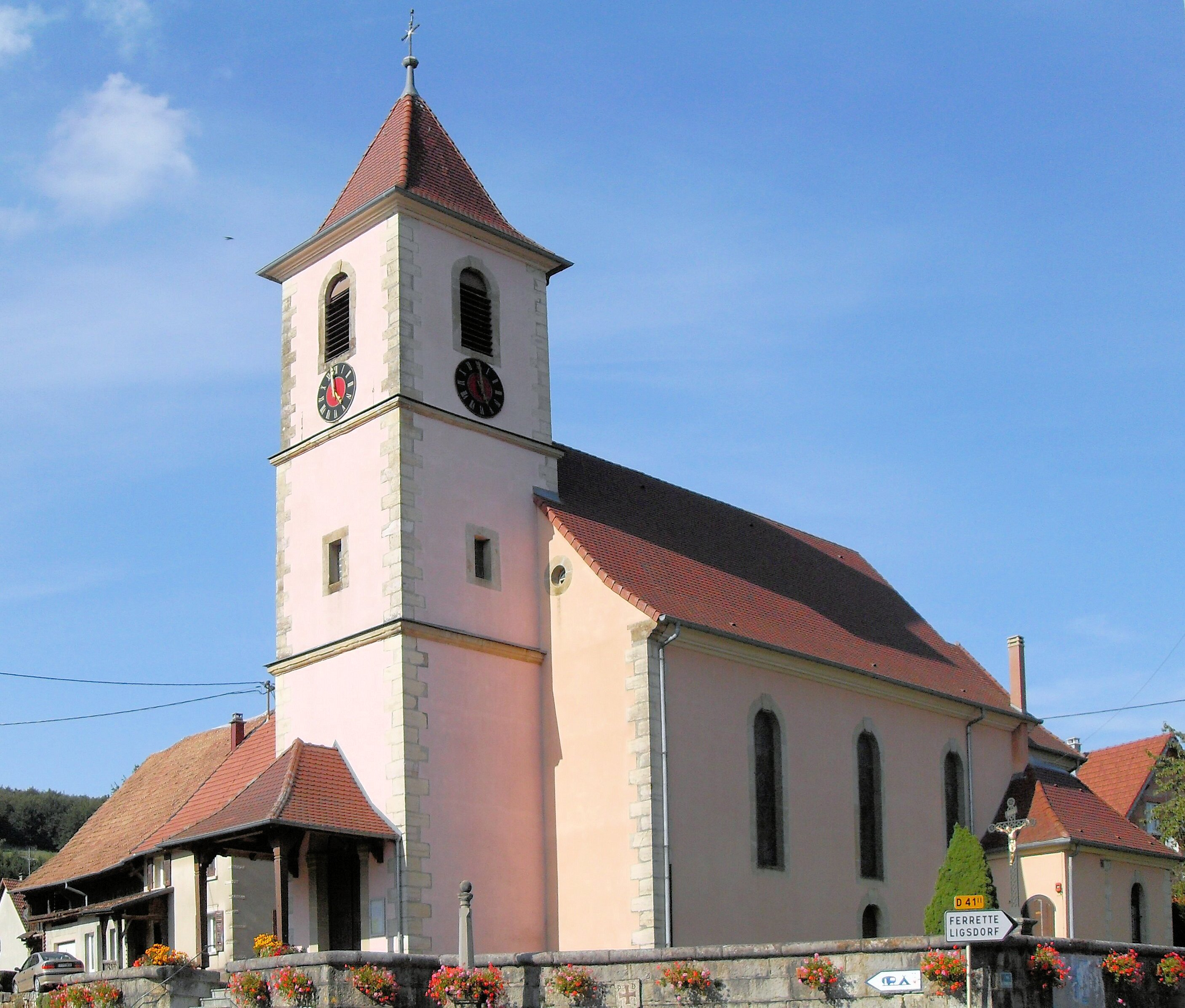
Kreuzerhöhungs-Kirche, Südseite
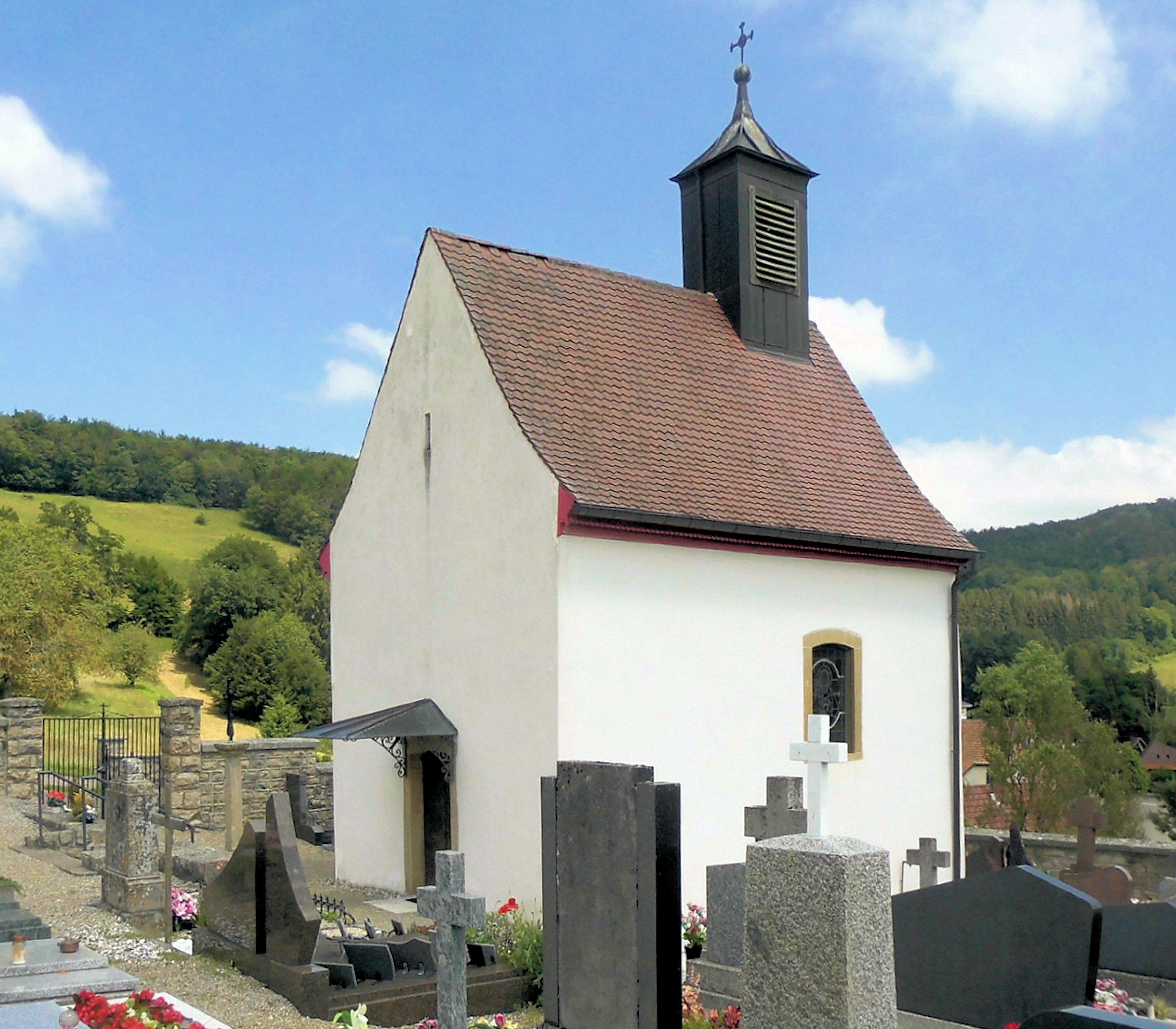
Friedhofskapelle des Heiligen Namens Jesu
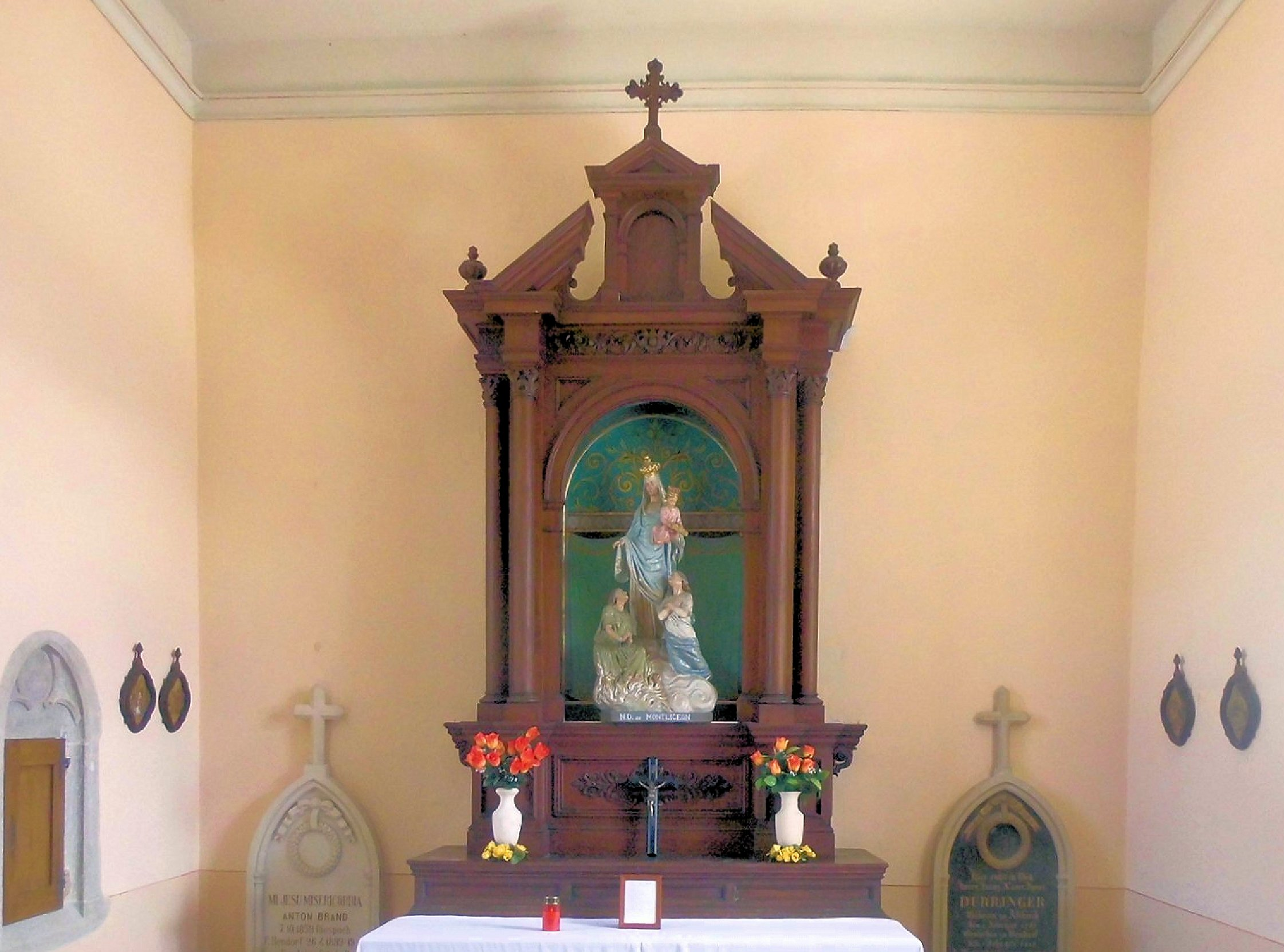
Innenansicht der Kapelle des Heiligen Namens Jesu